# 제2항공군 (해상자위대)
제2항공군(일본어: 第2航空群 다이이치코쿠군[*], 영어: Fleet Air Wing 2)은 해상자위대 항공집단의 항공군 중 하나로서, 아오모리현 하치노헤시의 하치노헤 항공기지에 주둔하고 있다.

## 역사
1957년 3월 16일, 하치노헤 항공기지에서 오미나토 지방대 소속 하치노헤 항공대로 창설되었다. 7월 16일, 가노야 항공대의 TBM를 운용하는 제3비행대를 전속받고, 서수가 11로 바뀌었다.
1958년 8월 5일, 가노야 항공대에서 P2V-7 7기를 운용하는 제2비행대를 전속받았다. 9월 16일, 제11비행대가 해체되었다. 12월 16일, 하치노헤 항공기지대가 창설되었다.
1959년 5월 16일, 도쿠시마 항공기지에서 S2F-1 20기를 운용하는 제13비행대가 창설되어, 5월 26일에 하치노헤 항공대로 전속하였다.
1960년 12월 1일, 하치노헤 구난비행대가 창설되었다.
1961년 9월 1일에 창설된 항공집단로의 전속과 함께 제2항공군으로 재편성됨에 따라 예하부대인 제2, 13비행대 또한 제2, 13항공대로 재편성되었다. 그리고 제51항공대가 창설되었는데, 1963년 3월 15일에 제4항공군으로 전속하였다.
1963년 3월 31일, P2V-7 9기를 운용하는 제4항공대가 창설되었다.
1971년 4월 27일, 제2항공대에 P-2J가 배치되었다. 7월 1일, 제13항공대가 해체되었다.
1980년 2월 1일, 제4항공대의 P2V-7가 모두 퇴역하였다.
P-3C가 제2항공대에 1985년 7월 20일, 제4항공대에 1986년 8월 15일에 배치되기 시작하여 1987년 8월 13일에 운용을 끝낸 P-2J를 대채하였다.
1992년 3월 31일, 하치노헤 항공기지대의 하치노헤 경위대가 하치노헤 방공경위대로 대채되었다.
1998년 12월 8일, 보급정비부문 조직 개편에 따라 제2지원정비대가 제2정비보급대로 재편성되었다.
2008년 3월 26일, 제2항공대에 제4항공대가 병합되었다. 하치노헤 구난비행대가 해체되고 남은 기체가 오미나토 항공기지의 제21항공군 소속 제73항공대로 넘어가 오미나토 항공분견대가 창설되었다.
2010년 2월 3일, 제2항공군의 P-3C 2기가 제3차 파견 해적 대처 항공부대가 지부티 자위대 기지로 파견되었다.
2018년 3월 23일, 제2항공대의 제2열선정비대, 제2정비보급대의 제2검사대를 병합하여 제2정비보급대의 제2기측정비대로, 하치노헤 항공기지대의 경위대, 운항대의 지상구난반, 관리대의 차량반을 병합하여 하치노헤 항공경비대로 재편성하였다.

## 부대
- 제2항공대
  - 제21비행대 : P-3C
  - 제22비행대 : P-3C
- 제2정비보급대
  - 제2항공기정비대
  - 제2전자정빋대
  - 제2무기정비대
  - 제2기측정비대
  - 제2보급대
- 하치노헤 항공기지대
  - 하치노헤 관리대
  - 하치노헤 항공경비대
  - 하치노헤 운항대
  - 하치노헤 경리대
  - 하치노헤 위생대
  - 하치노헤 항공위생대

### 이전
- 제4항공대; 1963년 3월 15일 ~ 2008년 3월 26일
- 제13항공대; 1961년 9월 1일 ~ 1971년 7월 1일
- 제51항공대; 1961년 9월 1일 ~ 1963년 3월 15일
- 제2비행대; 1958년 8월 5일 ~ 1961년 9월 1일
- 제11비행대; 1957년 7월 16일 ~ 1958년 9월 16일
- 제13비행대; 1959년 5월 26일 ~ 1961년 9월 1일
- 하치노헤 구난비행대; 1960년 12월 16일 ~ 2008년 3월 26일

## 기록

### 계보
- 1957년 3월 16일, 八戸航空隊→하치노헤 항공대
- 1961년 9월 1일, 第1航空群→제2항공군

### 소속
- 오미나토 지방대, 1957년 3월 16일
- 항공집단, 1961년 9월 1일